# Sockelverteidigung
Als eine Sockelverteidigung wird in der Rechtswissenschaft ein gemeinsames prozessstrategisches Vorgehen der Strafverteidiger mehrerer Beschuldigter bezeichnet, gegen die in derselben Strafsache ermittelt wird. Sie kommt meist in Wirtschaftsstrafsachen oder bei Bandendelikten vor, wo die Beschuldigten ähnliche Interessen haben. Die Verteidiger tauschen alle Informationen aus und treffen gemeinsame Absprachen über das prozessuale Vorgehen. Im Bereich der Wirtschaftskriminalität ist es üblich geworden, dass ein Verteidiger vom betroffenen Unternehmen mit der Organisation der Sockelverteidigung beauftragt wird.
Grenze der Sockelverteidigung ist das individuelle Interesse des einzelnen Beschuldigten, dass sein Strafverteidiger das für ihn bestmögliche Ergebnis erzielt. Die Sockelverteidigung ist nicht gesetzlich geregelt. Die Strafprozessordnung untersagt in § 146 einem Verteidiger allerdings, „gleichzeitig mehrere derselben Tat Beschuldigte“ oder „gleichzeitig mehrere verschiedener Taten Beschuldigte“ zu verteidigen. Außerdem darf es durch die gemeinsame Verteidigung nicht zur Verdunkelung von Straftaten und zur Strafvereitelung kommen. Weitere Grenzen zieht das berufliche Standesrecht der Rechtsanwälte.